# گاستون دومرگ
پی یر-پل-انری-گاستون دومرگ (به فرانسوی: Pierre-Paul-Henri-Gaston Doumergue) ‏ (زاده ۱ اوت ۱۸۶۳ – درگذشته ۱۸ ژوئن ۱۹۳۷) سیاستمدار اهل فرانسه و سیزدهمین رئیس‌جمهور فرانسه و وزیر امور خارجه فرانسه بود.